# Corts de Tarragona-Montblanc-Tortosa (1370-1371)
Les Corts Catalanes varen ser convocades pel rei Pere el Cerimoniós a Tarragona, Montblanc i Tortosa en 1370 - 1371, durant el període de regència de la Diputació del General.
D'igual forma que en edicions anteriors de les Corts en aquest període, el tema principal era l'aportació econòmica al rei per al sufragi de la guerra amb Castella. En aquesta ocasió el donatiu total pujà a 332.000 florins, si bé s'encarregà la seva administració al regent Bernat Bussot, sempre sota la supervisió dels oïdors de comptes. Aquest donatiu havia de servir tant per a sufragar la guerra a Sardenya i contra Castella, com per a la constitució d'un exèrcit permanent de 400 homes a cavall i 400 ballesters per assegurar la defensa del Principat, ja que les tropes implicades en la guerra dels Cent Anys feien incursions de saqueig.
La cort denuncià el perjudici que els suposà a la Generalitat que el rei encunyés florins d'or a Barcelona, València i Saragossa, ja que la Generalitat tenia la concessió de la seca de Perpinyà.